# Josephine zu Leiningen-Westerburg
Gräfin Margaretha Josephine zu Leiningen-Westerburg-Neuleiningen (* 8. April 1835 in Bamberg; † 5. November 1917 in Kassel; geborene Margaretha Josephine Spruner von Mertz) war eine deutsche Schriftstellerin.

## Herkunft
Josephine zu Leiningen-Westerburg stammte aus der bayerischen Adelsfamilie Spruner von Mertz. Sie hatte einen älteren Bruder Julius, der bereits vor ihrer Geburt im Alter von zwei Jahren starb, und zwei jüngere Brüder, Franz Ludwig und Maximilian. Ihre Mutter Anna war eine Tochter des französischen Emigranten Anatole François de Riboudet, eines ehemaligen Offiziers der Garde noble Frankreichs, der sich als Kaufmann in Bamberg niedergelassen hatte. Ihr Vater, General Karl Spruner von Mertz, hatte sich als Geograph und Historiker einen Namen gemacht.

## Ehe und Nachkommen
Sie heiratete 1855 im Alter von 20 Jahren in Forchheim den Grafen und Offizier Thomas zu Leiningen-Westerburg-Neuleiningen aus dem Adelsgeschlecht Leiningen. Im darauffolgenden Jahr wurde ihr erster Sohn, der Heraldiker Karl Emich zu Leiningen-Westerburg-Neuleiningen, geboren. Ein zweiter Sohn, der 1857 geborene Emich Karl Franz, starb zwei Wochen nach seiner Geburt.

## Leben
Erste Gedichte veröffentlichte Josephine zu Leiningen-Westerburg in den Jugendbüchern von Isabella Braun und in Jakob Schreyers Poetischer Blumenlese aus der Pfalz. Erst nach dem Tod ihres Mannes 1887 machte sie sich an die systematische Sammlung und Herausgabe ihrer Lyrik. Der erste Band ihrer Dichtungen erschien 1897. Eine zugehörige Rezension in den Münchner Neuesten Nachrichten hob die Frische, die Gefühlstiefe und das erzählerische Talent der Autorin hervor und konstatierte: „Der Grundzug der originellen Dichternatur, die sich hier so unbefangen und herzlich ausspricht, ist ein sinniger Ernst, doch in glücklicher Harmonie mit schalkhaftem Humor verbunden“. Ihre Stoffe fand Leiningen-Westerburg unter anderem in der Pfalz, der Hartenburg und Limburg an der Haardt. Sie schrieb auch über jüdische Themen. So druckte der Verein zur Abwehr des Antisemitismus 1897 in seiner Vereinszeitschrift ihr Gedicht Aus der Jugendzeit über einen jüdischen Buchhändler ab und in Theodor Herzls zionistischer Zeitung Die Welt erschien 1898 ihr Gedicht Das Kaddisch-Gebet. Manche ihrer Texte verfasste sie in bairischen Dialekten. Der Komponist Johann Lewalter vertonte um 1900 ihr in oberbairischer Mundart geschriebenes Gedicht D’ schönst’ Musi für eine Singstimme mit Klavierbegleitung.
Josephine zu Leiningen-Westerburg lebte zuletzt lange Zeit in Kassel. Sie war mit Oskar Eisenmann, dem Direktor der Kasseler Gemäldegalerie, befreundet. Das Hoftheater Kassel brachte am 5. März 1902 ihr fünfaktiges Schauspiel Die Kaiserin zur Uraufführung. Die Heldin des Stücks ist die oströmische Kaiserin Theodora I. Der Aufführung war großer Beifall beschieden. In den 1914 unter dem Titel Allerlei aus Altmünchen veröffentlichten Erinnerungen der Schriftstellerin finden sich in ihrer Familie überlieferte Anekdoten zu Mitgliedern des bayerischen Königshauses wie Ludwig I., Maximilian II. und Marie von Preußen. Josephine zu Leiningen-Westerburg starb drei Jahre später im Alter von 82 Jahren.

## Werke
- Dichtungen. Band 1. Fischer, Kassel 1897.
- Dichtungen. Band 2. Fischer, Kassel 1899.
- Erlebtes und fabuliertes. Band 1. Keßler, Kassel 1900.
- Die Kaiserin. Schauspiel in 5 Akten. Kempf, Kassel 1901.
- Dichtungen. Band 3. Fischer, Kassel 1902.
- Erlebtes und fabuliertes. Band 2. Keßler, Kassel 1903.
- Was mir die Sonne erzählte und anderes. Kempf, Kassel 1905.
- Mittelalters Ende. Historische Novelle. Kempf, Kassel 1907.
- Erlebtes und fabuliertes. Band 3. Keßler, Kassel 1908.
- Allerlei aus Altmünchen. Erinnerungen. In: Velhagen & Klasings Monatshefte. Nr. 4, 1914, S. 545–551.